# Косовський Віталій Романович
Косовський Віталій Романович (* 24 вересня 1962 р., Верхня Хортиця, передмістя Запоріжжя) – протоієрей Української Православної Церкви (Московський патріархат).

## Біографія
1970-1981 - навчався в середній загальноосвітній школі.
1981-1983 - проходив строкову службу у лавах Радянської Армії.
1984 — вступив до Московської духовної семінарії.
1988 — ректором Московської духовної академії єпископом Олександром рукоположений у сан диякона.
1989 — рукоположений у сан священника. Священицький послух проходив у Свято-Казанському храмі м. Дмитрова (Московська область).
1991 - закінчив Московську духовну академію з ученим ступенем кандидата богослов’я.
Після закінчення Академії призначений настоятелем Свято-Іллінського храму на Подолі (м. Київ) та викладачем Київської духовної академії.
Вересень 1992 р. - призначений благочинним храмів м. Києва.
Червень 1993 р. – призначений секретарем Київської Митрополії.
Рішенням Ученої ради Київської духовної академії від 26 січня 1994 р. призначений завідувачем кафедри Старого Завіту КДА.
З жовтня 1994 р. обіймав посаду доцента КДА.
1997 - отримав вищу юридичну освіту.
9 жовтня 2004 р. - Указом Блаженнішого митрополита Володимира присвоєно звання професора КДА.
Рішенням Священного Синоду УПЦ від 31 травня 2007 р. призначений головою Синодального відділу УПЦ з архітектури, будівництва й охорони церковних пам'яток.

## Нагороди та почесні відзнаки
1994 - нагороджений Митрою.
До Різдва 2000 р. вшанований правом носіння другого хреста з прикрасами.
Рішенням Президії Міжнародної кадрової академії від 26 червня 2001 р. присвоєно звання почесного доктора МКА, а 9 лютого 2004 р. рішенням Президії МКА обраний академіком МКА.
Має значну кількість церковних нагород. Ордени: Антонія та Феодосія Печерських ІІ ступеня, князя Володимира ІІ та ІІІ ступенів, преподобного Нестора Літописця І ступеня, Апостола та Євангеліста Іоанна Богослова ІІ ступеня, ювілейний орден «Різдво Христове 2000» І та ІІ ступенів, ювілейний орден «15-річчя Харківського собору», а також ордени Сербської, Болгарської, Руської та Польської православних церков.
Державні нагороди: Ордени «За заслуги» ІІІ ступеня, «Слава на вірність Вітчизні», орден Вищої ради юстиції України, Почесна грамота Кабінету Міністрів України, медаль Міністерства освіти й науки України тощо.

## Сім'я
Дружина – Косовська Тетяна Степанівна.
Має трьох дітей – дочки Анастасія та Ксенія, син Даниїл.